# Arjen Livyns
Arjen Livyns (Waregem, 1º settembre 1994) è un ciclista su strada belga che corre per il team Lotto. È attivo in formazioni UCI dal 2016.

## Palmarès
- 2019 (Roompot-Charles, una vittoria)

Grand Prix Briek Schotte

### Altri successi
- 2021 (Bingoal Pauwels Sauces WB)

Classifica combattività Benelux Tour

## Piazzamenti

### Grandi Giri
- Vuelta a España

2024: 91º

### Classiche monumento
- Milano-Sanremo

2025: 25º
- Giro delle Fiandre

2020: 29º
2021: 31º
2022: 32º
2023: 35º
2025: 34º
- Parigi-Roubaix

2021: 64º
2022: 89º
- Liegi-Bastogne-Liegi

2020: 73º
2023: ritirato
2025: ritirato